# Гарда Євген Сергійович
Євген Сергійович Гарда — український кікбоксер, лейтенант Збройних Сил України, учасник російсько-української війни, що загинув у ході російського вторгнення в Україну в 2022 році, майстер спорту міжнародного класу з кікбоксингу (2011). Чемпіон світу з кікбоксингу WPKA 2011-го року.

## Життєпис
Євген Гарда народився 26 липня 1992 року в селищі Мирне Мелітопольського району Запорізької області. Після закінчення загальноосвітньої школи в рідному селі навчався в Харківському національному університеті Повітряних сил імені Івана Кожедуба. Неодноразово ставав призером чемпіонатів та Кубків України. Виступаючи під динамівським прапором у 2011 році став чемпіоном світу з кікбоксингу WPKA. У 2011 році виграв чемпіонат світу з кікбоксингу WPKA та одержав звання майстра спорту міжнародного класу. З початком повномасштабного російського вторгнення в Україну одним з перших був призваний до лав Збройних сил України. Помер 12 квітня 2022 року в боях проти російських окупантів під Гуляйполем Запорізької області.

## Нагороди
- Орден «За мужність» III ступеня (2022, посмертно) — за особисту мужність і самовіддані дії, виявлені у захисті державного суверенітету та територіальної цілісності України, вірність військовій присязі[5].

## Дивіться також
- Список українських спортсменів, тренерів і функціонерів, що загинули під час Революції гідності чи внаслідок російської агресії в Україні